# 扁鲍螺
Module:Autotaxobox第170行Lua错误：attempt to index a nil value
扁鲍螺（学名：Haliotis planata），是鲍属的一种。主要分布于越南、印度尼西亚、中国大陆、台湾，常栖息在潮间带岩石上、潮间带，长20至40毫米。